# Блоке, Йонас
Йонас Блоке (фр. Jonas Bloquet; род. 10 июля 1992, Бельгия) — бельгийский актёр.

## Биография
Йонас Блоке родился в Бельгии. Учился в Европейской школе в Уккеле, затем в École de la Cité Люка Бессона во Франции. С подросткового возраста Йонас увлекался игрой в теннис, благодаря чему состоялся его актерский дебют в кино. Откликнувшись на объявление о поисках «молодого человека от 15 до 17 лет, который может играть в теннис» для участия в бельгийском фильме, Йонас Блоке сыграл главную роль в фильме Жоакима Лафосса «Частные уроки». В 2011 году за работу в этом фильме молодой актер был номинирован на получение бельгийской национальной кинопремии «Магритт» в категории «Самый перспективный актер».
В 2013 году Йонас Блоке сыграл небольшую роль в фильме Люка Бессона «Малавита», где его персонаж пересекается с детьми главных героев Роберта де Ниро и Мишель Пфайффер.
В сентябре 2016 году на экраны вышел триллер Пола Верховена «Она» с участием Йонаса Блоке. В этом же году вместе с Фелисьен Пино он выступил режиссёром короткометражной ленты фр. Je suis un troc.

## Избранная фильмография
| Год  |   | Русское название               | Оригинальное название                  | Роль                 |
| ---- | - | ------------------------------ | -------------------------------------- | -------------------- |
| 2008 | ф | Частные уроки                  | Élève libre                            | Йонас                |
| 2013 | ф | Малавита                       | Malavita                               | Андрэ                |
| 2014 | ф | Три дня на убийство            | 3 Days to Kill                         | Хью                  |
| 2016 | ф | Она                            | Elle                                   | Венсан               |
| 2016 | ф | Сирота                         | Orpheline                              | Патрик               |
| 2017 | ф | Валериан и город тысячи планет | Valérian et la Cité des mille planètes | солдат диспетчерской |
| 2018 | ф | Проклятие монахини             | The Nun                                | Моррис               |
| 2022 | с | 1899                           | 1899                                   | Люсьен               |
| 2023 | ф | Проклятие монахини 2           | The Nun 2                              | Моррис               |

## Награды и номинации
| Год              | Категория/Награда          | Фильм         | Результат | Результат |
| ---------------- | -------------------------- | ------------- | --------- | --------- |
| Премия «Магритт» |                            |               |           |           |
| 2011             | Самый многообещающий актёр | Частные уроки | Номинация |           |
| Премия «Сезар»   |                            |               |           |           |
| 2017             | Самый многообещающий актёр | Она           | Номинация | [ 6 ]     |